# グレゴリウス10世 (ローマ教皇)
グレゴリウス10世（Gregorius X, 1210年 - 1276年1月10日）は、ローマ教皇（在位：1271年 - 1276年）。イタリアのヴィスコンティ家出身。本名はテオバルド・ヴィスコンティ（Teobaldo Visconti）。

## 経歴

### 教皇選出以前
1210年、ピアチェンツァで生まれた。聖職者となるべく育てられ、リエージュの助祭長に就任した。パレストリーナ司教ジャコモ・ダ・ペコラーラの部下だったことがあり、オットボノ・フィエスキ枢機卿（のちの教皇ハドリアヌス5世）が教皇特使としてイングランド王国に派遣されたときはオットボノに随行した。

### 教皇選挙
1268年11月29日に教皇クレメンス4世が死去すると、ヴィテルボでコンクラーヴェが開かれ、枢機卿18人が出席した。枢機卿団は主にフランス、イタリアの二派閥に分かれたが、どちらの派閥も教皇選出に必要な3分の2の得票を確保できず、またお互いへの譲歩を拒否した。膠着状態が長引き、1270年夏にはヴィテルボ市民が枢機卿団をヴィテルボ教皇宮殿に幽閉し、後にさらに枢機卿に提供する食糧を減らしたが、それでも状態の打開に至らなかった。1271年、枢機卿の人数が15人まで減るに至り、ついに妥協案が出された。妥協の成功は『ブリタニカ百科事典第11版』（1911年）ではボナヴェントゥラの雄弁による、『カトリック百科事典』（1913年）ではフランス王とシチリア王の努力によるとした。具体的には枢機卿のうち6人が協議して1人の候補者を教皇に選ぶことであり、1271年9月1日にテオバルド・ヴィスコンティが選ばれた。
このとき、テオバルドはイングランド王太子エドワードに同伴して第9回十字軍に参加しており、アッコに滞在していた。テオバルドは枢機卿からの召還命令を受けて、11月19日にアッコを発ち、1272年2月12日にヴィテルボに到着した。そこで教皇選出を受け入れることを宣言し、教皇としての名前に「グレゴリウス10世」を選択した。同年3月13日にローマに入城し、19日に司祭に叙階され、27日に司教に叙階された。このように、テオバルドは教皇に選出された時点では司祭ですらなかった。

### 教皇として
教皇として山積みの問題に直面した。すなわち、キリスト教諸国の紛争、東西教会の分裂、エルサレムの奪回などであった。

#### クビライへの使節
1264年/1265年、ニッコロ・ポーロとマテオ・ポーロがモンゴル帝国の皇帝クビライに謁見するにあたり、クビライが教皇からの使者派遣を要請した。しかし、2人が帰国したときには教皇が選出されておらず、2人は一旦ヴェネツィアに戻った。その後、教皇に選出されたグレゴリウス10世はドミニコ会修道士2名の同行を許可し、教皇親書を2人とマルコ・ポーロ（ニッコロ・ポーロの息子）に託した。修道士2名は地中海東岸で引き返したが、ポーロ家の3人は上都に到着し、クビライに謁見した。

#### 大空位時代の終結
グレゴリウス10世が教皇に就任したとき、神聖ローマ帝国は大空位時代の時期であり、1272年にはローマ王だったコーンウォール伯リチャードが死去した。リチャードには対立王としてカスティーリャ王国のアルフォンソ10世がおり、アルフォンソ10世はグレゴリウス10世に自身を神聖ローマ皇帝として承認することを要求したが、グレゴリウス10世は拒否し、神聖ローマ帝国の選帝侯に皇帝選挙を求めた。そして、1273年9月29日にルドルフ・フォン・ハプスブルク（ルドルフ1世）が選出されると、グレゴリウス10世は即座にルドルフを承認し、ローマで戴冠式を行うよう求めた。
1273年10月、グレゴリウス10世とルドルフ1世はローザンヌで会談し、ルドルフ1世は宣誓を行うもののローマ行きを延期させた。このほか、グレゴリウス10世はアルフォンソ10世にローマ王位への請求を取り下げさせた。

#### 第2リヨン公会議
グレゴリウス10世は教皇就任4日目にして公会議の開催を発表し、1274年5月1日に第2リヨン公会議として実現した。公会議には約1,600人が出席した。またルドルフ1世からは教皇領における皇帝の権限放棄という成果を引き出した。
6月24日に正教会代表がリヨンに到着し、7月6日の会議で東西教会の合同が一時達成された。しかしこれは東ローマ皇帝ミカエル8世パレオロゴスが政治上の理由により合同に同意したにすぎず、合同は長続きしなかった。
エルサレム奪回に関してはむこう6年間の聖職禄の1割を聖地救援、すなわち十字軍に割り当てることが決議された。
自身の教皇選出まで2年9か月もかかったコンクラーヴェの悪弊を正すべく、公会議で教皇勅書ウビ・ペリクルムを発表し、教皇選挙の際に枢機卿団は外界から隔離されるなどの改正を行った。このとき、教皇死去から各地の枢機卿が到着するまで10日間待つこと、3日間教皇が決まらない場合は以降の5日間昼食と夕食がそれぞれ1皿のみになり、それでも決まらない場合はパン、ワイン、水のみが供されるとした。

### 死去
第2リヨン公会議の終結を見届けた後、ローザンヌ、ミラノ、フィレンツェ経由で帰途についたが、1276年1月10日にアレッツォで死去した。死後にコンクラーヴェが開かれ、21日にインノケンティウス5世が選出された。グレゴリウス10世が確立したコンクラーヴェの規定は同年のうちにヨハネス21世により廃止されたが、1294年にケレスティヌス5世が規定を復活させた。
18世紀に列福された。